# Торговцы пушниной на Миссури
«Торговцы пушниной на Миссури» (англ. Fur Traders Descending the Missouri) — одна из самых известных картин американского художника Джорджа Бинхэма, написанная в 1845 году.
На картине Бинхэм изображает уже ушедший в прошлое романтический мир охотников, описанный также в цикле книг о Кожаном Чулке Фенимора Купера. Ко времени написания картины торговля пушниной была монополизирована большими компаниями, сплавлявшими мех на пароходах и баржах. Художник же показал, как отец и сын сами на примитивном каноэ доставляют добытые шкуры в ближайший пункт приёма. Бинхэм создал тонко сбалансированную композицию, уделив большое внимание воздушной среде. Лодка, находящаяся в тени, с резким силуэтом медвежонка на носу контрастирует с туманным речным пейзажем и небом в пастельных тонах. Такой стиль стал называться люминизмом.
Картина первоначально называлась «Французский торговец, сын полукровка», однако Американский художественный союз посчитал, что название потенциально спорное, и картина была переименована.